# Fumiyuki Murakami
Fumiyuki Murakami (jap. 村上史行 Murakami Fumiyuki; ur. 14 czerwca 1985 w Sapporo) – japoński snowboardzista. Jego najlepszym wynikiem olimpijskim jest 22. miejsce w halfpipe’ie na igrzyskach w Turynie. Na mistrzostwach świata najlepszy wynik uzyskał na mistrzostwach w Kreischbergu, gdzie zajął 52. miejsce w halfpipe’ie. W Pucharze Świata w sezonie 2003/2004 był 15 w klasyfikacji halfpipe’a.

## Sukcesy

### Igrzyska olimpijskie
| Miejsce | Dzień     | Rok  | Miejscowość | Konkurencja | Zwycięzca   |
| ------- | --------- | ---- | ----------- | ----------- | ----------- |
| 22.     | 12 lutego | 2006 | Turyn       | Halfpipe    | Shaun White |

### Mistrzostwa Świata
| Miejsce | Dzień       | Rok  | Miejscowość | Konkurencja | Zwycięzca     |
| ------- | ----------- | ---- | ----------- | ----------- | ------------- |
| 52.     | 17 stycznia | 2003 | Kreischberg | Halfpipe    | Markus Keller |

### Puchar Świata

#### Miejsca w klasyfikacji generalnej
- 2001/2002 – –
- 2002/2003 – –
- 2003/2004 – –
- 2005/2006 – 70.

#### Miejsca na podium
1. Kreischberg – 24 stycznia 2004 (halfpipe) – 2. miejsce
2. Whistler – 11 grudnia 2005 (halfpipe) – 2. miejsce